# Epifanio Garay
Epifanio Garay (Bogotá, 9 de enero de 1849 - Villeta, 8 de octubre de 1903) fue un pintor retratista colombiano.
Se le considera el retratista más importante del arte de Colombia. En 1885 al estallar la guerra civil en Colombia se ve obligado a sobrevivir en París como copista de cuadros famosos. Utilizó la fotografía como modelo y soporte para sus obras, particularmente para el retrato, lo cual fue novedoso y controversial en su época. También se reconoce como cantante operático y cronista de arte. 
Su memoria se honra con un busto en frente del Museo Nacional.

## Formación
De estudiante Epifanio Garay asistió al Colegio Mayor de Nuestra Señora del Rosario, a la Academia de Música y la Académie Julian en París, teniendo de maestros a Bouguereau y Bonnat. de regreso a Colombia, funda una academia de pintura en Cartagena. En 1890 Epifanio Garay se trasladó a la ciudad de Panamá donde realizó muchas de sus obras más famosas incluyendo retratos al óleo de Simón Bolívar, José de Fábrega, Tomás Herrera y Justo Arosemena. Entre 1894 y 1898 fue nombrado director de la Escuela Nacional de Bellas Artes en Colombia.

## Familia
Epifanio Garay Caicedo desciende de una familia de artistas notables de Colombia. Hijo del pintor y ebanista Narciso Garay, y de Dolores Caicedo, se casó con la panameña Mercedes Díaz Remón, en el año 1873. De esta unión nacieron sus dos hijos, quienes también fueron artistas: Nicole, pianista y compositora, y Narciso, violinista, escritor e investigador de la música y el folclore panameños.

## Obra
Varias obras de su autoría son:
- Por las velas, el pan y el chocolate (1870)
- Recreación (1885)
- Simón Bolívar (1886)
- Autorretrato (1887)Busto de Epifanio Garay en frente del Museo Nacional de Colombia.
- Retrato de Rafael Núñez (1891)

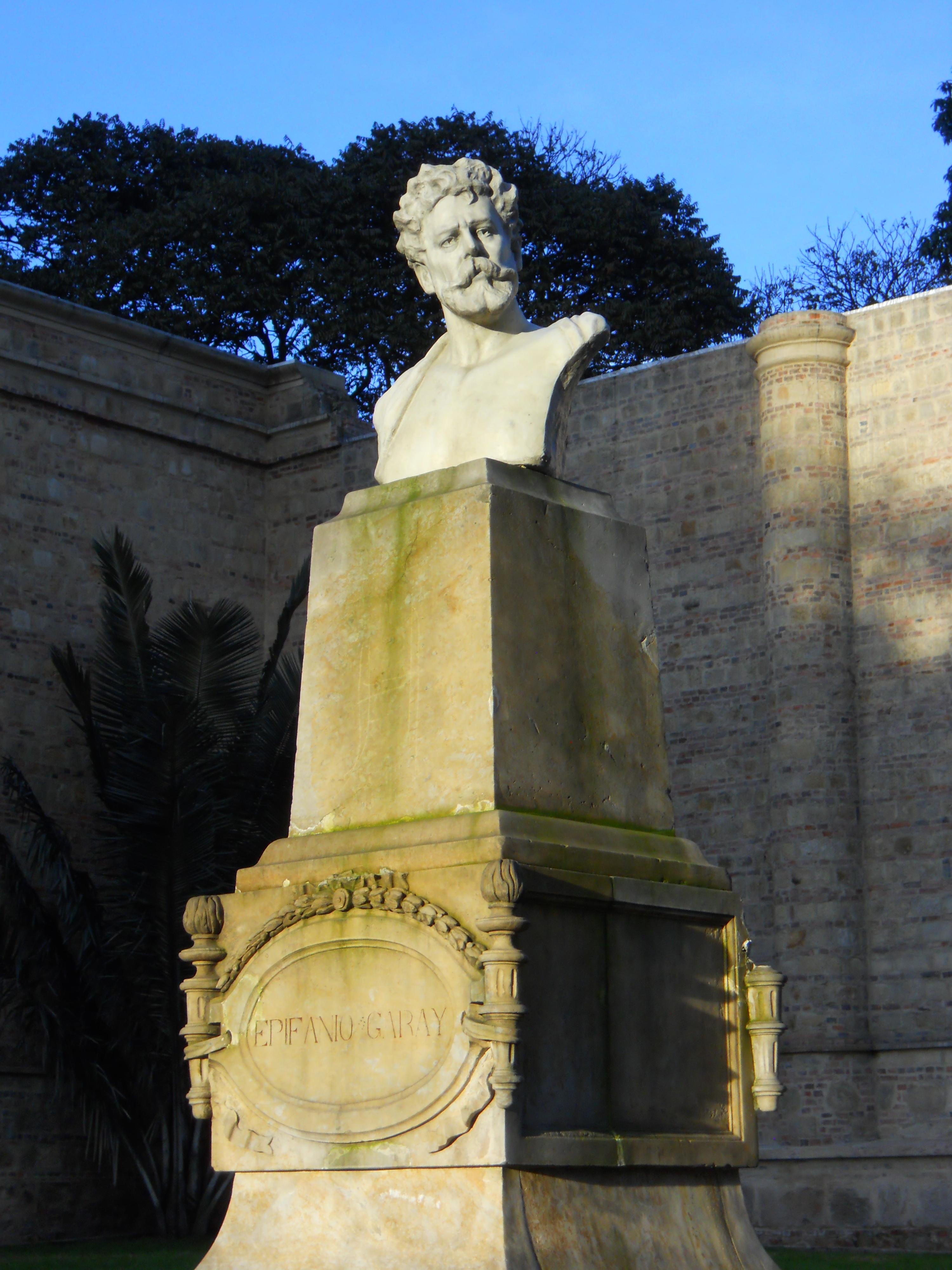
Busto de Epifanio Garay en frente del Museo Nacional de Colombia.

- Retrato de Manuel Antonio Sanclemente (1899)
- La mujer del Levita de los montes de Efraím (1899)
- Carlos Valenzuela en su estudio (1889)

Además del retrato, cultivó la historia mítica, tema preferido por los académicos franceses. La obra más famosa de este tipo es La mujer del levita de los Montes de Efraím, la cual constituye el primer desnudo de la pintura Colombiana. También ejecutó obras de carácter religioso, famosa es su San Juan Evangelista de la Catedral de Bogotá.
Sus retratos están esparcidos en varias colecciones particulares, aunque también hay varios hoy propiedad del Museo Nacional de Colombia entre los que cabe mencionar:
- María Helena de Uribe Holguín
- Emperatriz Barrera de Groot
- Elvira Tanco de Malo
- Teresa Díaz Granados
- Amanda Tousset
- María Carlota de Suárez

En la colección de arte del Banco de la República:
- Cecilia Salas
- Emilio Ruiz Barreto
- Niño con sombrero rojo

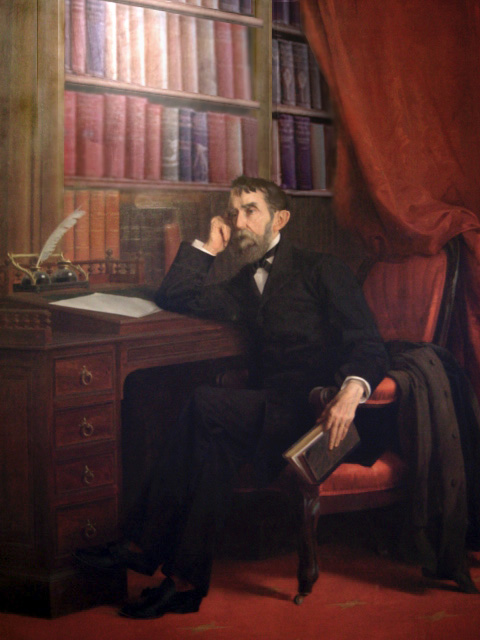
Rafael Núñez
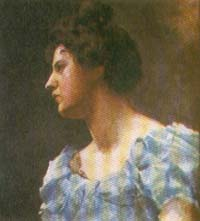
Cecilia Arboleda Mosquera
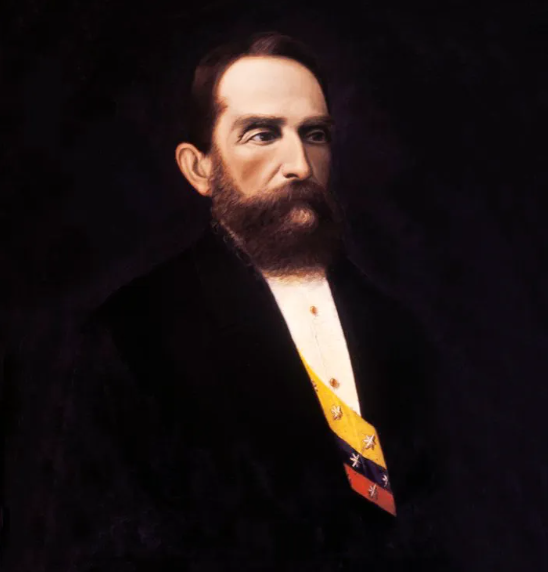
Rafael Núñez Moledo
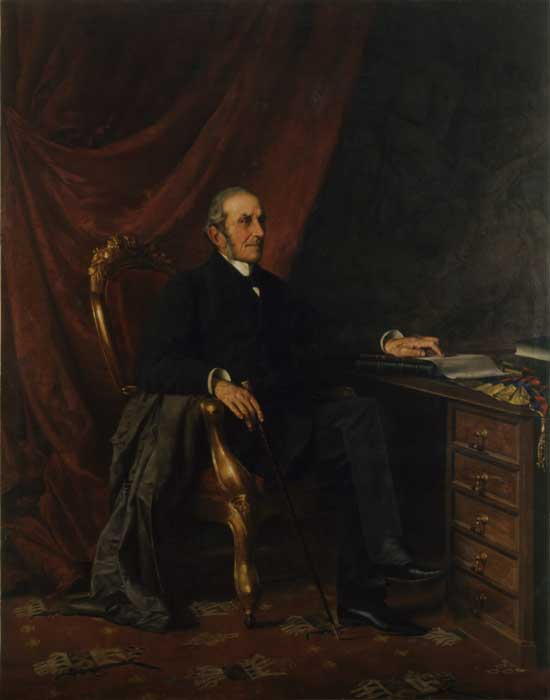
Manuel Sanclemente
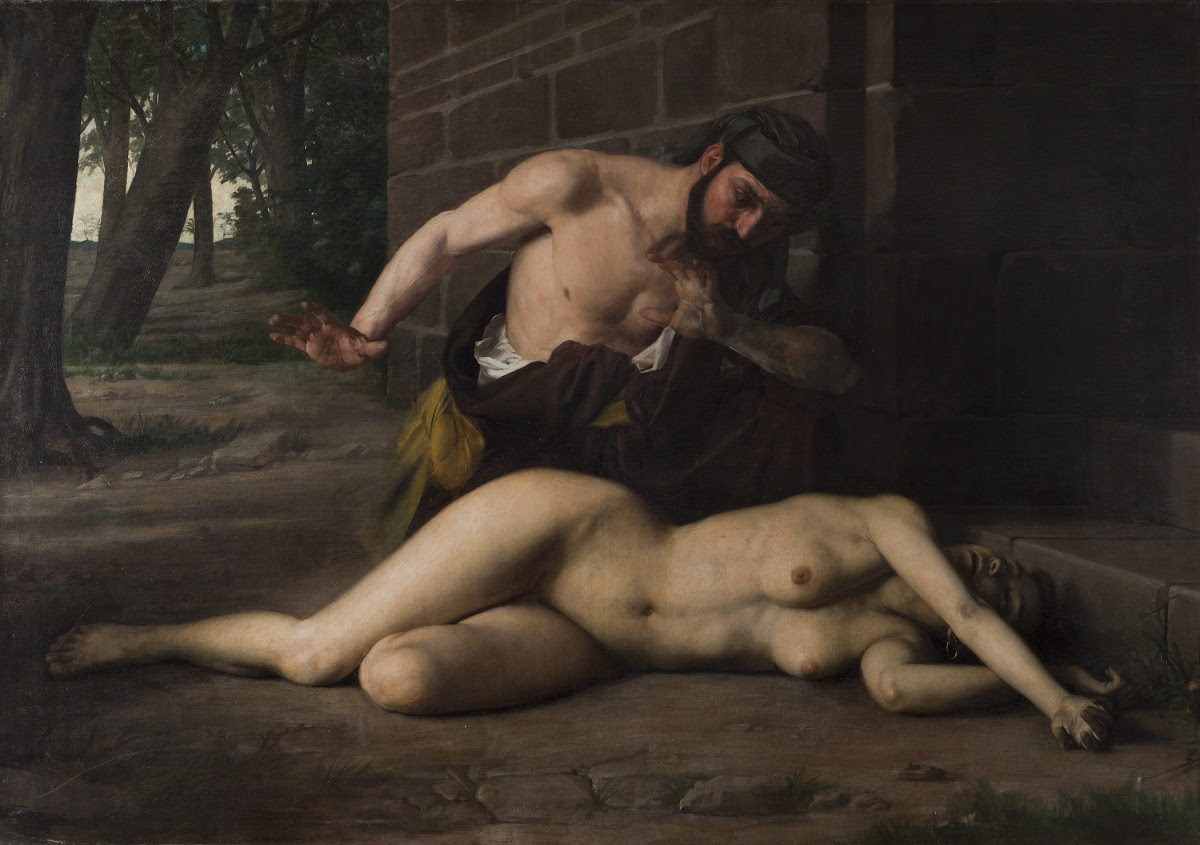
La mujer del levita de los Montes
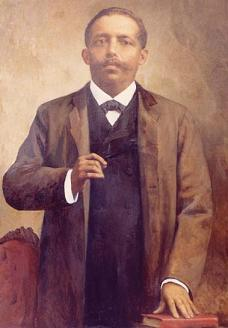
Luis Antonio Robles
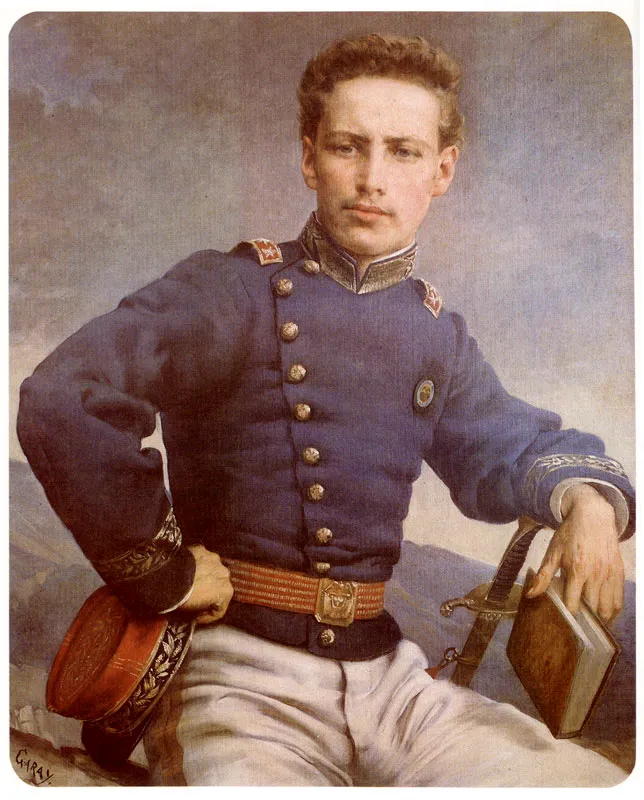
Jesús Casas Castañeda

- La mujer del levita de los Montes de Efraím
- Por las velas, el pan y el chocolate